# Турень (округ Сенец)
}}
Турень (словац. Tureň) — село, громада округу Сенець, Братиславський край, південно-західна Словаччина. Кадастрова площа громади — 5,3 км².
Населення 1156 осіб (станом на 31 грудня 2017 року).

## Історія
Турень згадується 1252 року.

## Населення
| Рік:            | 1994. | 2004.   | 2014.    | 2024.    |
| --------------- | ----- | ------- | -------- | -------- |
| Кількість осіб: | 840   | 878     | 1089     | 1282     |
| Різниця:        |       | +4,52 % | +24,03 % | +17,72 % |

| Рік:            | 2023. | 2024.   |
| --------------- | ----- | ------- |
| Кількість осіб: | 1264  | 1282    |
| Різниця:        |       | +1,42 % |